# (32946) 1995 WZ17
1995 WZ17 (asteroide 32946) é um asteroide da cintura principal. Possui uma excentricidade de 0.03663360 e uma inclinação de 8.20031º.
Este asteroide foi descoberto no dia 17 de novembro de 1995 por Spacewatch em Kitt Peak.